# Amien Jeddaoui
Amien Jeddaoui (Delft, 31 maart 2000) is een Nederlands-Marokkaans voetballer die als verdediger speelt.

## Carrière
Amien Jeddaoui speelde in de jeugd van SV Den Hoorn, Sparta Rotterdam, Haaglandia, Excelsior en Alphense Boys waarna hij in juli 2017 de overstap maakte naar FC Dordrecht. Hier maakte hij zijn debuut in het profvoetbal op 22 februari 2019, in de met 1-3 gewonnen uitwedstrijd tegen SC Cambuur. Hij startte in de basis en werd na 82 minuten vervangen door Lewis Montsma.
Dit bleef zijn enige optreden voor Dordrecht en in het seizoen 2019/20 speelde hij bij het beloftenteam. In juni 2020 ging Jeddaoui naar het Zweedse Eskilstuna City FK dat uitkomt in de Division 3 Södra Svealand (vijfde niveau). Een jaar later maakte hij de overstap naar het Zuid-Hollandse BVV Barendrecht, uitkomend in de Derde divisie.

### Statistieken
| Seizoen                        | Club           | Land           | Competitie     | Competitie | Competitie | Beker | Beker | Overig | Overig | Totaal | Totaal |
| Seizoen                        | Club           | Land           | Competitie     | Wed.       | Dlp.       | Wed.  | Dlp.  | Wed.   | Dlp.   | Wed.   | Dlp.   |
| ------------------------------ | -------------- | -------------- | -------------- | ---------- | ---------- | ----- | ----- | ------ | ------ | ------ | ------ |
| 2018/19                        | FC Dordrecht   | Nederland      | Eerste divisie | 1          | 0          | 0     | 0     | —      | —      | 1      | 0      |
| Carrièretotaal                 | Carrièretotaal | Carrièretotaal | Carrièretotaal | 1          | 0          | 0     | 0     | 0      | 0      | 1      | 0      |
| Bijgewerkt op 22 februari 2019 |                |                |                |            |            |       |       |        |        |        |        |